# شركة الهند الغربية الفرنسية
شريكة الهند الغربية الفرنسية ( بالفرنسية: Compagnie française des Indes occidentales هي شركة تجارية فرنسية أنشأها كولبير عام 1664 وتم حلها عام 1674.
استلمت الشركة الممتلكات الفرنسية لسواحل المحيط الأطلسي في إفريقيا وأمريكا، ومنحت احتكارًا للتجارة مع أمريكا، والذي استمر لمدة أربعين عامًا. كان من المفترض أن تسكن كندا، باستخدام أرباح اقتصاد السكر الذي بدأ في غوادلوب. كان رأسمالها ستة ملايين جنيه ومقرها في لو هافر.
كان سهم الشركة كبيرًا جدًا، حيث تم تجهيز 45 سفينة في أقل من 6 أشهر، والتي استحوذت بها على جميع الأماكن في منحتها، واستقرت في التجارة. في عام 1674، تم إلغاء المنحة، وعادت البلدان المختلفة إلى هيمنة الملك، كما كان من قبل؛ سدد الملك تصرفات المغامرين يرجع هذا الإلغاء جزئياً إلى فقر الشركة، بسبب خسائرها في الحروب مع مملكة إنجلترا، والتي استلزمتها اقتراض مبالغ كبيرة؛ وحتى لإبعاد امتيازها الحصري لسواحل غينيا، ولكن أيضًا لكونها استجابت بشكل جيد لنهايتها، وهي استعادة تجارة جزر الهند الغربية من الهولنديين، الذين أخذوها منها. اعتاد التجار الفرنسيون على المرور إلى جزر الأنتيل، بإذن من الشركة، وكانوا مرتبطين بها بشدة، لدرجة أنه لم يكن هناك شك في أنهم سيدعمون التجارة بعد حل الشركة

## عمل الشركة في فرنسا الجديدة
في عام 1666، نظم جان تلون وساهم في تسوية المستعمرة في فرنسا الجديدة، بوصول 1200 رجل من دوفيني وليغوريا وبييمونتي ومنطقة سافوا. وفي عام 1665، حصلت الشركة على فوج Carignan-Salières وهو فوج من الجيش الملكي الفرنسي لتوفير الأمن ضد غزو تالون أول تعداد، بلغ عدد سكانه 3215 نسمة. نما عدد سكان المستعمرة إلى 6700 نسمة عام 1672، نتيجة لسياسات تشجع الزواج والخصوبة. في عام 1667، وافقت العديد من قبائل الإيروكوا والموهوك وأونيداس على صنع السلام.
تم تعيين تشارلز اوبيرت دي لاتشسناي تشارلز اوبيرت دي، تاجر الفراء في تادوساك (كيبك) بين 1663 و 1666، كاتبًا عامًا للشركة من 1666 إلى 1669، عندما غادر الشركة لتسجيل الدخول في بحيرة سان جان، واستراحة وإقامة طويلة في لا روشيل مما يسمح له بإقامة علاقات تجارية مع العديد من الدول الأوروبية وامتلاك عدة سفن.
عند عودته إلى كندا، حصل تشارلز أوبيرت دي لا تشيسناي بعد فترة وجيزة من حل الشركة، من عام 1675 حتى عام 1681،
وعلى حقوق شركة الغرب وصديقه جان أوديت، واحتكار القندس، ثم تصدير إلى كندا في عام 1672، منح جان تالون، مع شريكين آخرين، سيادة بيرسي لتكون بمثابة ميناء لقوارب الصيد. حصل على سيادة في ريفري دو لوب (كيبك) في 23 ديسمبر، 1673. اشتروا أيضا لا تشسيناي نصف الإقطاعيين القديس فرنسيس وسانت جون في عام (1677)، ومقاعد في البرلمان للحديقة، شرق ريفيير دو لوب في (1675)، وجزيرة هير

## العمل في منطقة الكاريبي
تم تطوير مزارع التبغ بشكل كبير في المستعمرات الفرنسية الأخرى. احتكرت الشركة تجارة الرقيق من السنغال، التي تنتمي منذ عام 1658 إلى شركة الرأس الأخضر والسنغال. في عام 1666، أنشأت الشركة عدادات في مملكة داهومي (بنين حاليا)، والتي اشترت منتجات استوائية أخرى.
واجهت الشركة مصالح المستوطنين الفرنسيين في منطقة البحر الكاريبي، الذين شاركوا في التهريب مع الهولنديين. واحتكارها التجاري أدى إلى سعر إعادة البيع من السكر أصبحت باهظة مقارنة بما كان عليه المنافسين الإنجليز، في جزيرتي باربادوس وجامايكا.
اشتكى مزارعو السكر واتهموا الشركة بعدم تسليم ما يكفي من العبيد، في حين استوردت جزيرة جامايكا البريطانية على نطاق واسع من أوائل في سنوات 1670 .